# Paranandra
Paranandra es un género de escarabajos de la familia Cerambycidae.

## Especies
- Paranandra aletretioides Breuning, 1940
- Paranandra andamanensis Breuning, 1940
- Paranandra ceylonica Breuning, 1950
- Paranandra interrupta Breuning, 1948
- Paranandra keyensis Breuning, 1982
- Paranandra laosensis Breuning, 1942
- Paranandra plicicollis Breuning, 1940
- Paranandra strandiella Breuning, 1940
- Paranandra vittula (Schwarzer, 1931)